# Domfaing
Domfaing ([dɔ̃ˈfɛ̃] ) ist eine französische Gemeinde mit 212 Einwohnern (Stand: 1. Januar 2022) im Département Vosges in der Region Grand Est (bis 2015 Lothringen). Sie gehört zum Arrondissement Saint-Dié-des-Vosges (bis 2024 Épinal) und ist Mitglied im Gemeindeverband Communauté de communes Bruyères-Vallons des Vosges. Die Bewohner werden Domfinois und Domfinoises genannt.

## Geografie
Die Gemeinde Domfaing liegt in den westlichen Ausläufern der Vogesen, etwa auf halbem Weg zwischen Saint-Dié und Épinal.

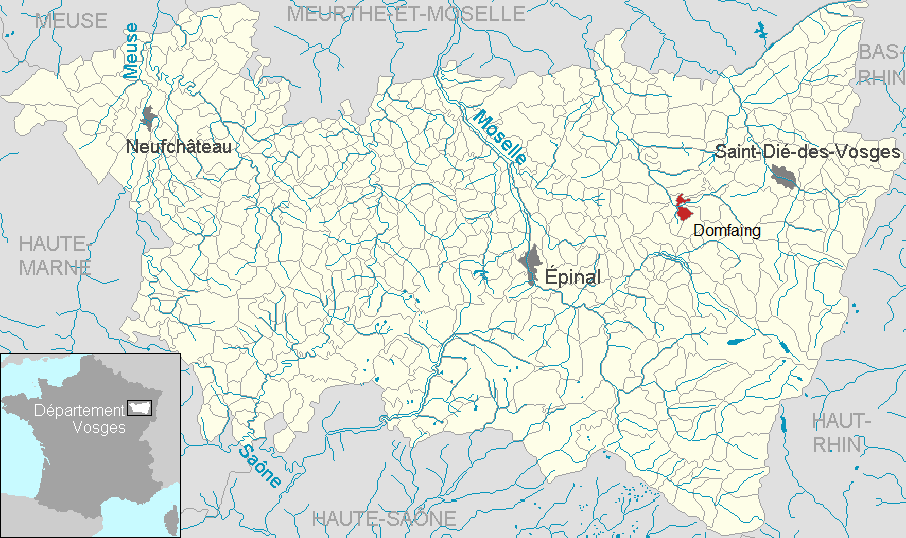
Lage der Gemeinde Domfaing
im Département Vosges

Die Mitte des Gemeindegebietes bildet ein Becken, das von den hier zusammenfließenden Bächen Ruisseau de Moxené und Ruisseau de Buttant geschaffen wurde. Nach Norden öffnet das Becken zum Abfluss der Bäche in Richtung Mortagne. Zum Gemeindegebiet von Domfaing gehört im Norden ein etwa zwei Kilometer langer Abschnitt des Mortagnetales. An den Rändern des kleinen Beckens erheben sich teilweise markante Berge, so der 444 m hohe Haut de Belmont im Süden und ein bis zu 508 m hoher Bergrücken namens Contimpierre im Norden.
Die Hänge nördlich der Mortagne und das Gebiet um den Haut de Belmont sind bewaldet, rund um die Siedlung Domfaing herrscht Weide- und Ackerland vor. Eine heute noch deutlich sichtbare Schneise bildet die 1988 stillgelegte Bahnlinie von Mont-sur-Meurthe über Rambervillers nach Bruyères, die südlich des Dorfkerns verlief und in Richtung Bruyères anstieg, um den Höhenrücken zwischen den Tälern von Mortagne und Vologne zu überwinden.
Zu Domfaing gehören die Ortsteile Neuf Moulin und La Hazelle sowie der Weiler Haut de Belmont mit der Kirche St. Laurentius.
Nachbargemeinden von Domfaing sind Mortagne im Norden, Les Rouges-Eaux und Bois-de-Champ im Nordosten, Belmont-sur-Buttant im Südwesten, Vervezelle im Südwesten sowie Brouvelieures im Westen.

## Geschichte
Der Name Domfaing setzt sich aus dem lateinischen domus (= Haus) und fagne / faing (= Fenn, Sumpf) zusammen.
Das Dorf Domfaing (früher auch Donfaing) war ursprünglich Teil des Bannes Buttant-Belmont. 1593 gehörte Domfaing zur Baillage Vôge und zum Einflussbereich der Pröpste von Bruyères, ab 1751 bis zur Französischen Revolution zur Baillage Bruyères.
Neben dem Kernort Domfaing bestanden 1867 folgende Siedlungen, Weiler und Höfe:
| - Xilé (43 Einwohner) - Malieu (23 Einwohner) - Le Neuf Moulin (20 Einwohner) - Lajus (17 Einwohner) - La Halbique (14 Einwohner) - Faing du Buisson (10 Einwohner) | - La Hazelle (9 Einwohner) - Haut de Belmont (6 Einwohner) - Le Ménil (6 Einwohner) - Périfontaine (5 Einwohner) - Moxené (2 Einwohner) - Pleine Goutte (2 Einwohner) |

Von den 394 Hektar Gesamtfläche waren ca. 145 ha Äcker, 106 ha Wiesen, 125 ha Wald, drei ha Gärten und zwei ha Ödland. Die wichtigsten Kulturen waren damals Weizen, Roggen, Hafer und Kartoffeln. Es gab eine kleine Stärkefabrik mit zwei Arbeitern sowie fünf Mühlen mit zehn Arbeitern. Wichtigster Erwerbszweig war neben der Landwirtschaft der Holzeinschlag und die Verarbeitung zu Brettern. Heute gibt es noch drei Sägewerke im Gemeindegebiet von Domfaing.

### Bevölkerungsentwicklung
| Jahr      | 1962 | 1968 | 1975 | 1982 | 1990 | 1999 | 2006 | 2014 | 2021 |
| --------- | ---- | ---- | ---- | ---- | ---- | ---- | ---- | ---- | ---- |
| Einwohner | 225  | 234  | 229  | 286  | 254  | 224  | 239  | 219  | 212  |

Im Jahr 1841 wurde mit 338 Bewohnern die bisher höchste Einwohnerzahl ermittelt. Die Zahlen basieren auf den Daten von cassini.ehess und INSEE.

## Sehenswürdigkeiten
Die Pfarrkirche St. Laurentius (Saint-Laurent) wurde für die drei Gemeinden Domfaing, Belmont-sur-Buttant und Vervezelle auf dem 444 m hohen Haut de Belmont errichtet. Sie ist seit 1926 als Monument historique klassifiziert.

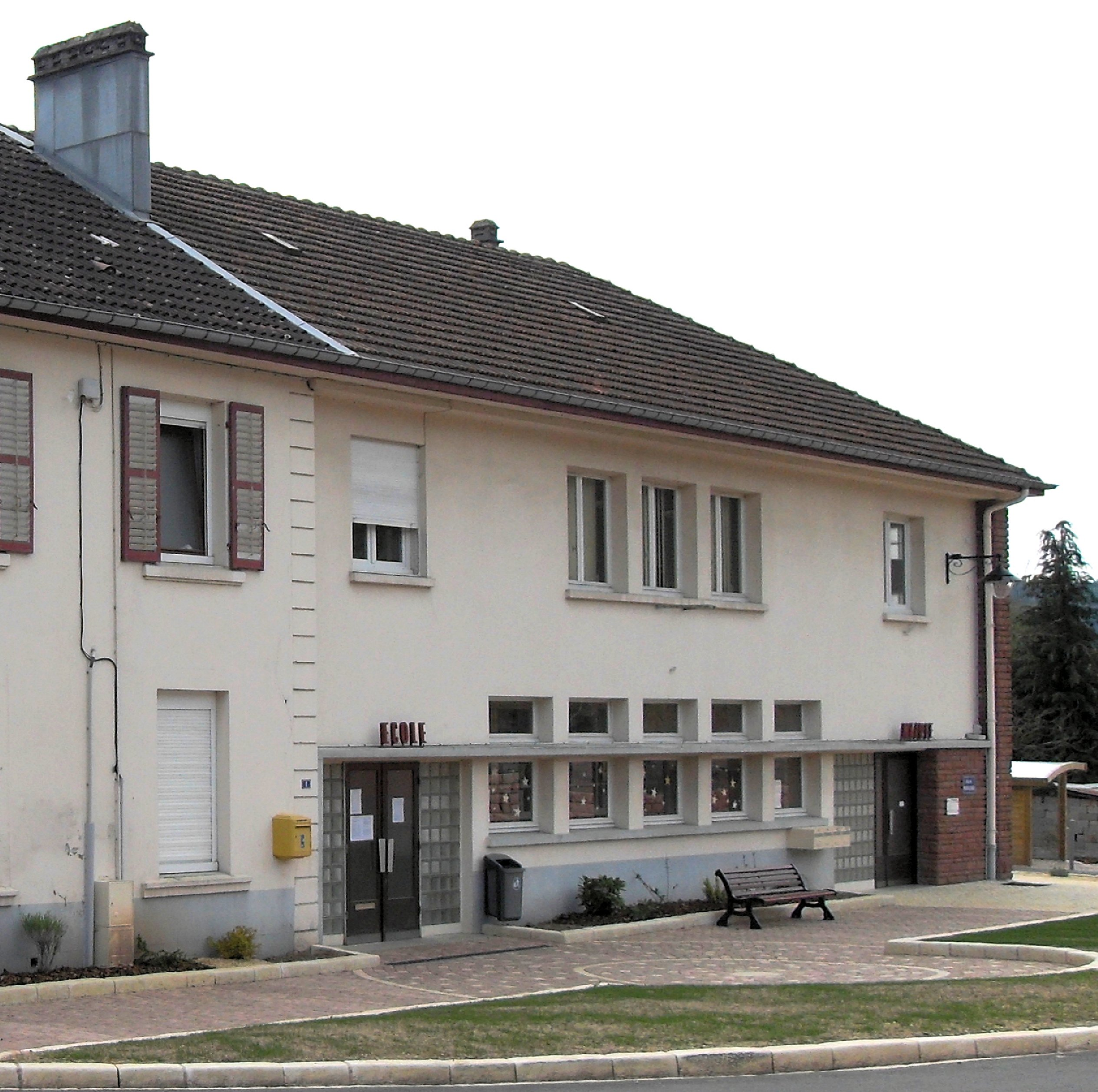
Rathaus- und Schulgebäude
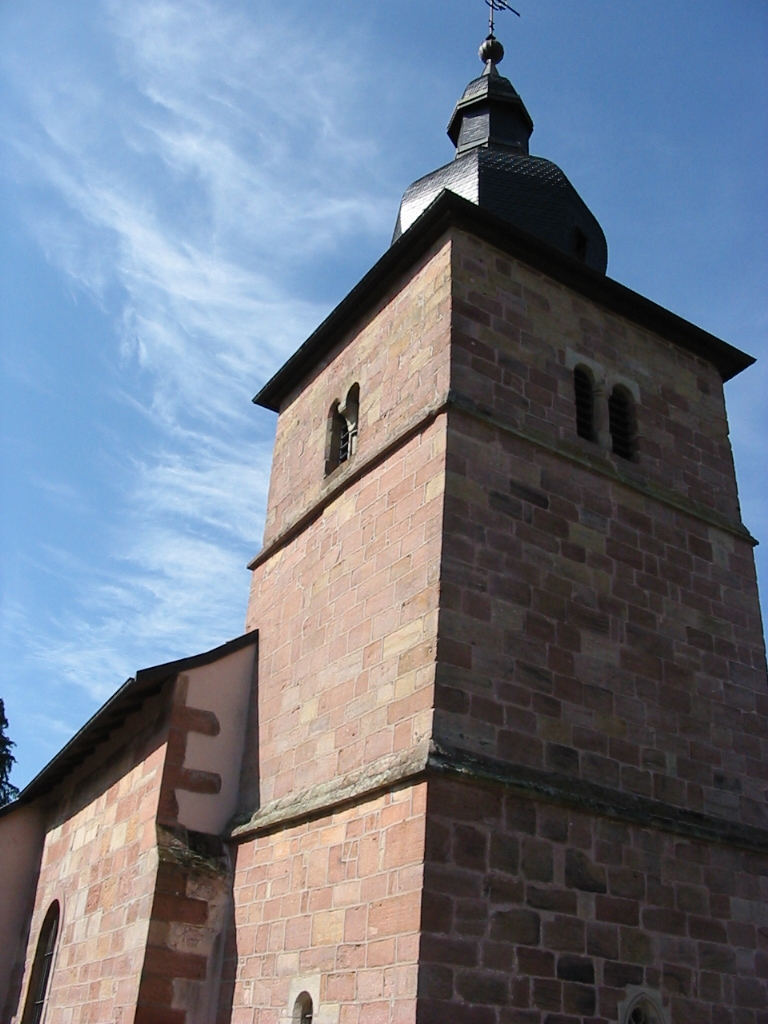
Turm der Kirche St. Laurentius

## Wirtschaft und Infrastruktur
In der Gemeinde sind fünf Landwirtschaftsbetriebe ansässig (Milchwirtschaft, Viehzucht).
Durch den Norden der Gemeinde Domfaing führt die Fernstraße D 420 von Épinal nach Saint-Dié-des-Vosges. Der Bahnhof in der fünf Kilometer entfernten Kleinstadt Bruyères liegt an der Bahnstrecke Arches–Saint-Dié.

## Belege
1. ↑  Historische Daten auf auburtin.fr/genealogie. Archiviert vom Original am 15. November 2008; abgerufen am 29. August 2011 (französisch).
2. ↑  Domfaing auf cassini.ehess
3. ↑  Domfaing auf INSEE
4. ↑  Kirche Saint-Laurent auf pop.culture.gouv.fr (französisch)
5. ↑  Landwirtschaftsbetriebe auf annuaire-mairie.fr (französisch)